# Sniffles
Sniffles est un personnage des cartoons Looney Tunes. C'est un souriceau mâle créé par Chuck Jones d'après le personnage dessiné par Charlie Thorson, sa première apparition date de 1939 dans le dessin animé Naughty But Mice.

## Description
Jeune souris mâle, il porte des vêtements : un pantalon, une veste, une écharpe et un chapeau à bord relevé. Le port de l'écharpe se justifie parce qu'il est sensible aux courants d'air et qu'il attrape facilement froid (du moins, dans les premiers cartoons où il apparaît), d'où son nom : « Sniffles », qui signifie « reniflements ».

## Filmographie

### 1939
- Naughty But Mice
- Little Brother Rat
- Sniffles et le rat de bibliothèque (Sniffles and the Bookworm)

### 1940
- Sniffles part en excursion (Sniffles Takes a Trip)
- Un œuf de collection (The Egg Collector)
- Il est l'heure d'aller se coucher pour Sniffles (Bedtime for Sniffles)

### 1941
- La cloche au cou (Sniffles Bells the Cat)
- Toy Trouble
- Une brave petite chauve-souris (The Brave Little Bat)

### 1943
- The Unbearable Bear

### 1944
- Perdu et recueilli (Lost and Foundling)

### 1946
- Hush My Mouse